# ヴァイツプ島

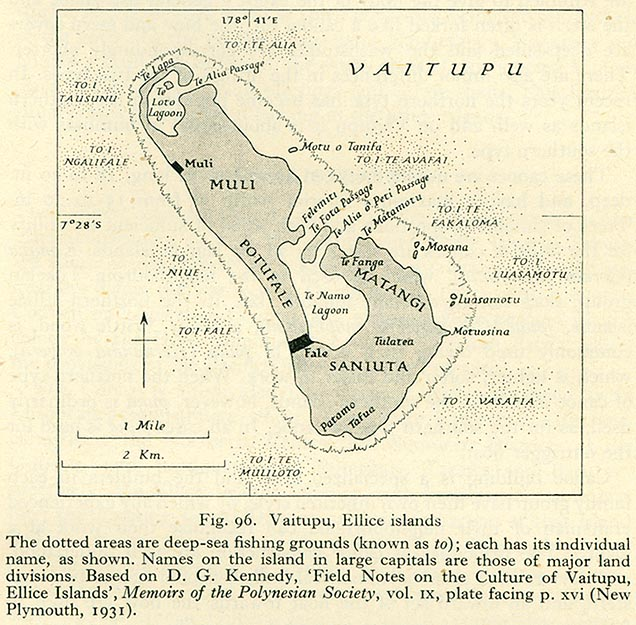
ヴァイツプ島の地図

ヴァイツプ島（ヴァイツプとう、英語: Vaitupu）は、南太平洋のエリス諸島に位置するツバルの島。ツバルで最も大きい島である。ヴァイツプ環礁ともいう。

## 歴史
ヴァイツプ島に最初に人が住むようになった時期については定かではない。オーラル・ヒストリーによれば、ヴァイツプ島の集落を最初に作ったのは、16世紀あるいは17世紀に島にたどり着いたTelematuaという名前のサモア人であったという。しかしながら、13世紀中ごろにトンガ人が最初にやってきていた可能性もある。ヴァイツプ島は、その歴史の中でトンガとの関係を維持してきていた。その関係には、婚姻関係という平時の関係もあれば、奴隷を探しにやってくるトンガ人との敵対的な関係も含まれている。さらに、ヴァイツプ島にはキリバス人の訪問もあった。
1860年代、ロンドン宣教会のサモア人宣教師がうまくキリスト教を導入した。宣教師たちは多くの慣習上の習わしを禁じ、宗教上の規則を行った。彼らはまた、サモア語で書かれた聖書を通じてサモア語を紹介した。このため、島の人々は自分たちの言語よりもサモア語のほうがより読み書きできるようになってしまった。
ヴァイツプ島はツバルでも2番目に居住者の多い島となっており、2002年の調査では1,591人が住んでいる。Motufouaにはツバルで唯一の中等教育を行う学校があり、13歳から21歳までの600人が国内の島々からやってきている。比較的大きな島であるにもかかわらず、過密状態となった1940年代には、一部の住民たちがフィジーに渡っている。
2000年、Motufouaの学生寮で火事が発生し、女子学生18人と管理人が死亡した。この事件でヴァイツプ島は世界的な注目を集めることとなった。後に、学生が夜間に本を読むために使ったろうそくが火事の原因とわかった。当時のイオナタナ・イオナタナ首相は国家的悲劇であると宣言するとともに、状況を見るためにすぐさまヴァイツプ島を訪れた。
島にはElisefou小学校があった。1923年に移転してきたが1953年に閉校となった。初代の校長であったD.G.ケネディは厳格な人物として知られ、厳しくしつけることをためらわなかった。この学校の出身者の中には、初代ツバル総督になったFiatau Penitala Teoや初代首相のトアリピ・ラウティがいる。

## 地理

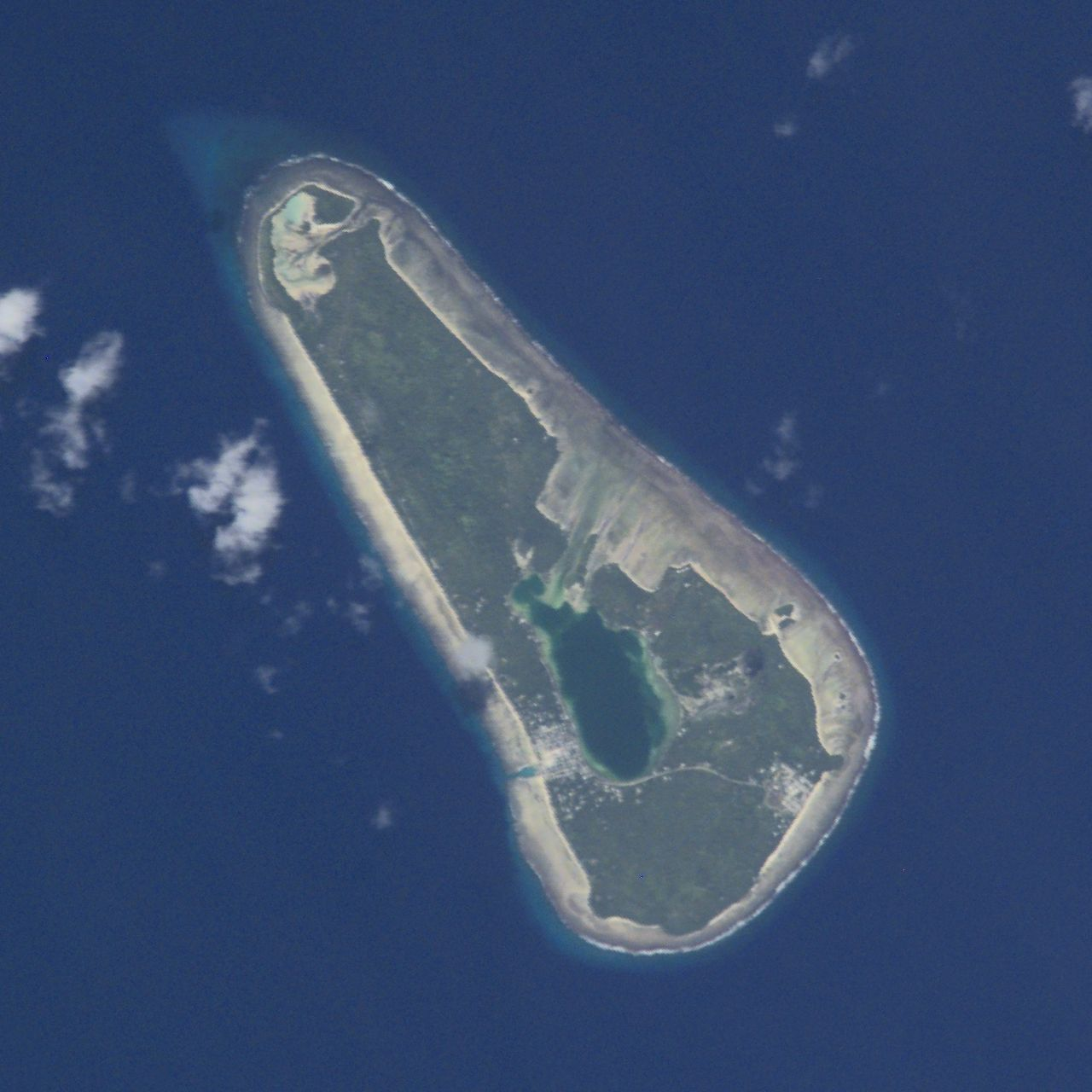
ヴァイツプ島の衛星写真

ヴァイツプ島の面積は、湿地やマングローブ、裾礁、礁湖の部分を含めて5.8平方キロメートルとなっている。また、ヴァイツプ島は本島のほかにもいくつかの小島を有し、合計すると少なくとも9つの島から成り立っている。
ヴァイツプ島で人が住む集落は、トゥマセウ（Tumaseu）とアサウ（Asau）のみとなっている。島には教会、小学校、少なくとも1つの民宿と郵便局がある。中等教育を受けられるMotufoua学校はおよそ2kmの場所にあり、病院はおよそ1km離れた場所にある。

## 交通手段
現在、ヴァイツプ島へのアクセスは、プライベートボートかフナフティ島から不定期に出ている政府によるMV Nivaga II号がある。